# جيف ستيل
جيف ستيل (بالإنجليزية: Jeff Steele)‏ هو شخصية أعمال أمريكي، ولد في 25 سبتمبر 1971 في ويتير في الولايات المتحدة.

## وصلات خارجية
- جيف ستيل على موقع IMDb (الإنجليزية)